# Bunutin (Kintamani)
Bunutin is een bestuurslaag in het regentschap Bangli van de provincie Bali, Indonesië. Bunutin telt 890 inwoners (volkstelling 2010).